# 논산 백일헌 종택
논산 백일헌 종택(論山 白日軒 宗宅)은 대한민국 충청남도 논산시 상월면 주곡리에 있는 조선시대의 가옥이다. 1985년 12월 31일 충청남도의 민속문화재 제7호 이삼장군고택으로 지정되었다가, 2012년 10월 26일 대한민국의 국가민속문화재 제273호로 승격되었다.

## 개요
백일헌(白日軒) 이삼(李森) 장군이 이인좌의 난(1728년)을 평정하는 데 이바지함에 따라 영조가 내린 하사금으로 1700년대 초에 지은 건물로 창건 당시의 원형을 비교적 잘 간직하고 있다.
특히 조선 상류 주택의 구성 요소인 안채와 사랑채가 ㅁ자형을 이루고 사당, 문간채 등이 경사지에 따라 자연환경과 잘 조화되어 있고, 가옥 내의 영역 구성 수법이나 동선체계 등 건축 구조적·양식적으로 가치가 크다.
또한, 호서지역 대표적 무반가문의 상징적 인물인 이삼 장군가의 서적, 고문서 등 역사자료와 다양한 유물자료의 문화사적 특성이 명확하게 정리되어 전수되고 있다.

## 같이 보기
- 이인좌의 난
- 이삼 장군 유물

## 참고 자료
- 논산 백일헌 종택 - 국가유산청 국가유산포털